# Pyhitys
Pyhitys eller Pyhitysvaara är en kulle i den norra delen av Taivalkoski kommun i Norra Österbotten. Toppen på Pyhitys är 422 meter över havet och är Taivalkoskis högsta punkt. Toppen kan nås genom en märkt vandringsled.
Från Pyhitys har man utmärkt utsikt över sjön Kostonjärvi. Pyhitys hör till Syöte nationalpark.